# Flosshilde Farra
Flosshilde Farra zijn een reeks van vulkanen op Venus. De Flosshilde Farra werden in 1994 genoemd naar Flosshilde, een van de drie waternimfen uit Wagners operacyclus Der Ring des Nibelungen.
De vulkanengroep heeft een diameter van 75 kilometer en bevindt zich in het quadrangle Devana Chasma (V-29) ten westen van Devana Chasma, ten oosten van Tuulikki Mons en ten noorden van de inslagkrater Amelia.